# Gegrüßet seist du, Königin

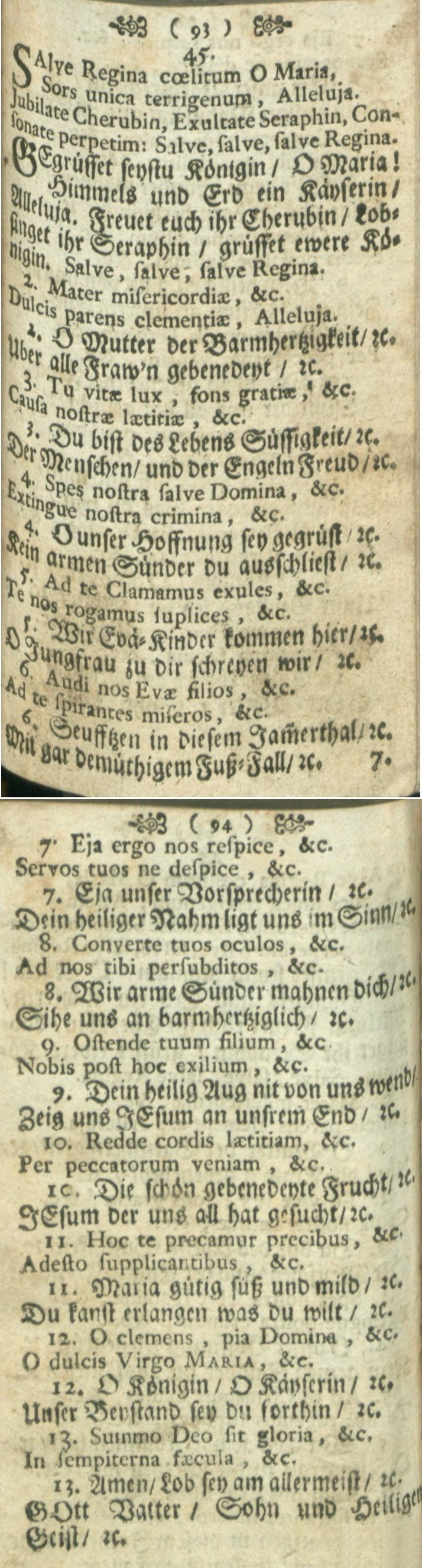
Gegrüßet seist du Königin, lateinisch-deutsch, 1728

Gegrüßet seist du, Königin ist ein katholisches geistliches Lied auf der Grundlage der marianischen Antiphon Salve Regina, in dem die Gottesmutter Maria mit einer Vielzahl von Attributen verehrt und um Hilfe im Exil dieser Welt angerufen wird. Die Erstfassung veröffentlichte Johann Georg Seidenbusch 1687. Eine sechsstrophige Version steht im Gotteslob unter Nr. 536.

## Entstehung und Überlieferungsgeschichte

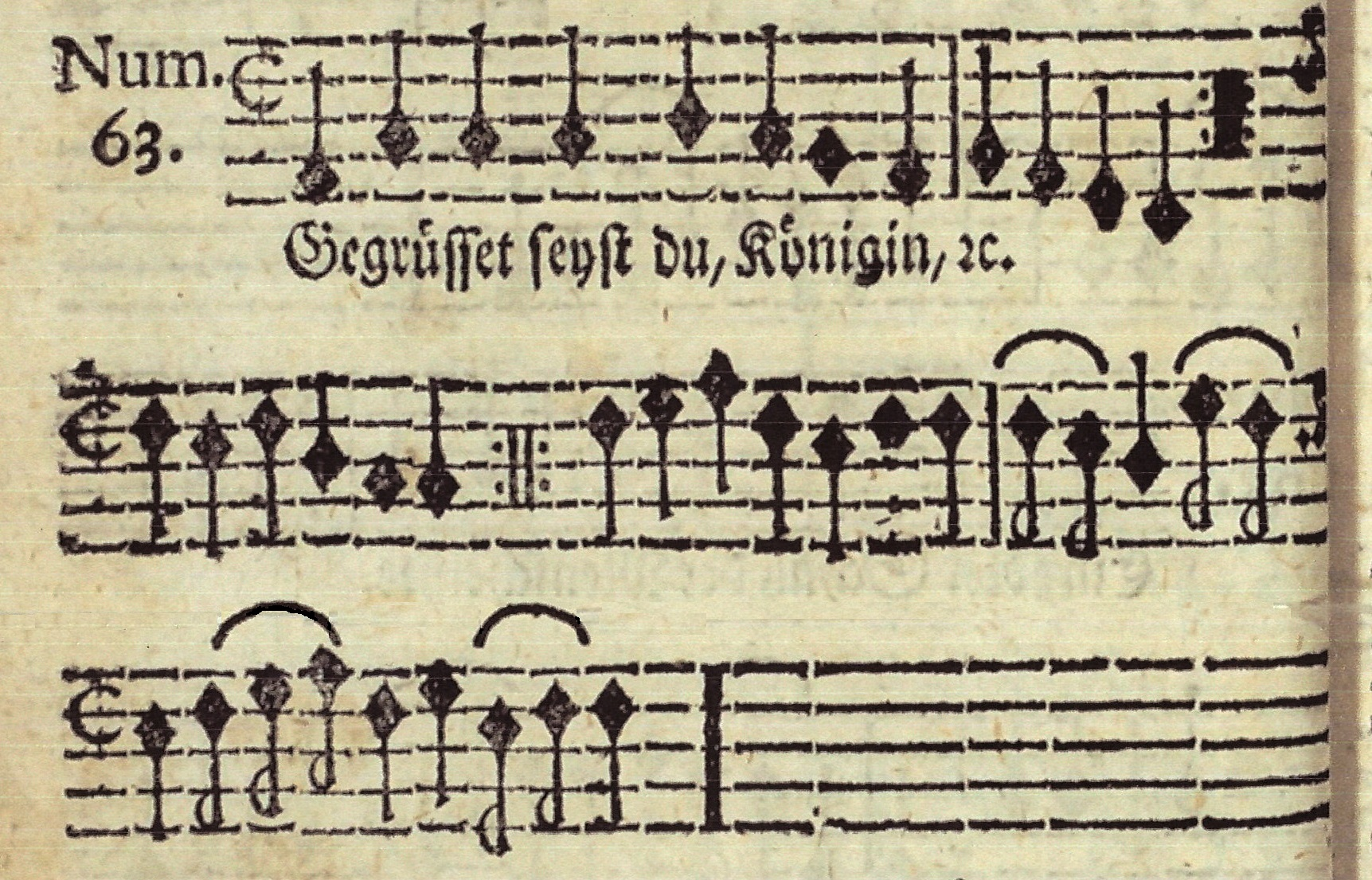
Hildesheimer Melodie, die in den USA rezipiert wurde; vgl. Münster 1856

Seidenbuschs Andachtsbuch von 1687 trägt den Titel Marianischer Schnee-Berg, oder Beschreibung der Andacht bey Unser Lieben Frawen zum Schnee auff dem Berg zu Auffhausen … Sambt Neun und zwantzig Bitt- und Lob-Gesänglein. Das Lied steht dort unter der Überschrift „Ein schönes Salve Regina Durch welches die wochentliche Andacht zu Auffhausen mit den Engelein beschlossen wird“. Die seitdem unveränderte Grundstruktur der Strophen ist: zwei achtsilbige, männlich reimende, an Maria gerichtete Zeilen, beide mündend in eine Akklamation, daran anschließend ein Kehrvers, in dem die Cherubim und Seraphim zur Mitfreude und zum Mitsingen aufgefordert werden. Die Marienanreden sind überwiegend dem Salve Regina entnommen, während der angelologische Kehrvers keine Grundlage in der Antiphon hat, sondern den Kontext der Aufhausener Engelandacht widerspiegelt. Metrisch ist Seidenbuschs Kehrvers noch sehr verschieden von der später rezipierten Form; auch lautet die zweite Kehrverszeile nach jeder Strophe anders. Die bei Seidenbusch abgedruckte Melodie geriet durch die späteren Textänderungen und Neuvertonungen in Vergessenheit.
Das Lied fehlte schon bald in keinem katholischen Andachtsbuch mehr; jedoch gleicht kaum eine barocke Druckfassung der anderen. Daneben entstand die lateinische Version Salve, Regina coelitum („Sei gegrüßt, Königin der Himmlischen“). Anfang des 18. Jahrhunderts erhielt der Kehrvers den bis heute gebräuchlichen Wortlaut. Einen musikalisch bedeutsamen Unterschied gab es nur in der Silbenzahl: 7–7–7, wie heute in der englischen Version, oder 6–6–7 mit Taktwechsel, wie heute in der Gotteslobversion.
Die Urfassung der Gotteslobmelodie steht in einem Mainzer Gesangbuch von 1712.
Daneben fand eine andere, in vieler Hinsicht verwandte Melodie Verbreitung, deren Urversion im Hildesheimer Gesangbuch Geistliche Spiel- und Weckuhr von 1736 enthalten ist. Sie wanderte mit deutschen Auswanderern in die USA und erhielt dort den englischen Text Hail, Holy Queen, enthroned above. In dieser Gestalt erlangte das Lied weltweite Popularität durch den Film Sister Act (1992).